# Israel Cook Russell
Pour les articles homonymes, voir Russell.
Israel Cook Russell, né le 10 décembre 1852 à Garrattsville et mort 1906, est un géologue et géographe américain qui a exploré l'Alaska à la fin du XIXe siècle.

## Biographie
Il a été président de la Société américaine de géologie.

## Travaux
- Sketch of the Geological History of Lake Lahontan (1883)
- A Geological Reconnaissance in Southern Oregon (1884)
- Existing Glaciers of the United States (1885)
- Geological History of Lake Lahontan (1885)
- Geological History of Mono Valley (1888)
- Sub-Aerial Decay of Rocks (1888)
- Lakes of North America (1895)
- Glaciers of North America (1897)
- Volcanoes of North America (1897)
- Rivers of North America (1898)
- North America (1904)

## Postérité
Le fjord Russell (Alaska), le glacier Russell (Alaska), le lac Russell (Californie), le mont Russell (Alaska) et le glacier Russell (Washington) du mont Rainier sont nommés en son honneur.